# Elyse Knox
Pour les articles homonymes, voir Knox.
Elyse Knox, née à Hartford (Connecticut) le 14 décembre 1917, et morte le 15 février 2012 à Los Angeles (Californie), est une actrice américaine ayant joué dans des films de série B des années 1940. 
Elle est la mère de l’acteur Mark Harmon.

## Biographie
Fille d'Elizabeth (née Mük) et Frederick Kornbrath, des immigrés autrichiens (et non la fille de Frank Knox, secrétaire de la marine des États-Unis, comme l'indiquent par erreur beaucoup de biographies), elle a un frère, Fred. 
Après le lycée, elle s'inscrit dans l'une des meilleures écoles de stylisme de New York, la Traphagen School of Fashion.

### Débuts dans la mode
Elle travaille d'abord comme assistante d’artiste dans un studio de stylisme à New York. « Un jour, le mannequin ne s'est pas présenté et ils ont dit : "Essayons Elyse" », déclare-t-elle au magazine Times en 1981. Elle est ensuite embauchée par la prestigieuse agence de mannequin new-yorkaise John Powers et dès lors, elle apparaît régulièrement dans les meilleurs magazines de mode. Elle présente ses créations - qu'elle porte elle-même - dans le célèbre magazine Vogue. Quand elle apparaît dans le film d'actualités Fashion Forecasts (« la mode à venir ») en 1937, le patron des studios 20th Century Fox, Darryl F. Zanuck, la voit à l'écran et demande à son agent de New York de lui faire faire un bout d'essai, à l'issue duquel elle se voit offrir un contrat. Elyse Kornbrath change alors son nom en Elyse Knox ; son frère et sa mère feront de même. 

### Carrière au cinéma
Jusqu'en 1942, on ne lui attribue que des petits rôles, jusqu'à ce qu’elle obtienne un rôle principal dans un film d'épouvante devenu culte : La Tombe de la Momie, avec Lon Chaney Jr. dans le rôle de la maléfique créature à bandelettes qui la kidnappe.
En 1944, aux côtés de nombreuses stars des studios Universal, elle joue son propre personnage dans Hollywood Parade, film destiné à remonter le moral des soldats et de leurs familles. Pendant la guerre, Elyse est également pin-up : elle apparaît à deux reprises dans le magazine Yank, créé pour les soldats par les Forces armées des États-Unis.
En 1945, elle signe un contrat avec le studio Monogram Pictures qui lui confie en 1946 le rôle d'Anne Howe, l'amoureuse du boxeur fictif Joe Palooka dans Joe Palooka, Champ, basé sur la bande dessinée très populaire. Le succès immédiat du film incite le studio à produire cinq autres suites, toujours avec Elyse Knox.
Elle devient l'égérie de la marque de maquillage Maybelline.
Après avoir tourné dans 39 films, elle se retire du cinéma en 1949, à l'âge de trente-deux ans, pour se consacrer à sa famille. Elle dira dans le livre Ladies of the Western, paru en 2009 : « Faire des films était très amusant mais à l'époque j'avais deux enfants. Je suis mère dans l'âme, alors j'ai décidé qu'il était temps de me retirer de l'écran.».

### Vie privée
À l'occasion d'une participation à l'émission radiophonique de Bing Crosby, elle rencontre la star du football américain Tom Harmon (1919-1990), vainqueur du Trophée Heisman en 1940. Ils se fiancent, et leur relation est très médiatisée. Mais quand Harmon doit entrer dans les forces aériennes de l'armée américaine à l’étranger en 1942, il préfère rompre avec sa fiancée. Le 21 février 1942, Elyse épouse le photographe Paul Hesse (il a 46 ans, elle en a 24) duquel elle divorce en mars 1944 pour cause de violence conjugale. Elle fréquente un temps l'acteur John Payne qui la quitte pour épouser Gloria DeHaven. 
Son ex-fiancé Tom Harmon rentre de la guerre en héros. Il a en effet survécu à deux crashs d'avion : la première fois, il saute en  parachute au-dessus de la Guyane néerlandaise où il errera dans la jungle pendant quatre jours avant que des indigènes ne le trouvent et le ramènent à la civilisation. La seconde fois, son avion est abattu lors d'un combat aérien contre les Japonais (il a lui même descendu deux zéros avant de s'écraser) ; il a sauté en parachute dans la jungle chinoise occupée par les Japonais, et a fait le mort en s'enveloppant dans son parachute, avant d'être secouru par des résistants. Il a été porté disparu pendant 32 jours. Elyse et Tom Harmon renouent et se marient en août 1944. La robe de mariée d'Elyse sera confectionnée avec la soie du parachute qui a sauvé la vie de son fiancé. Ils resteront mariés jusqu'à la mort de Harmon en 1990. Le couple aura trois enfants : 
- Kristin Harmon (1945-2018), actrice et peintre qui épousera le chanteur Rick Nelson (1940-1985).
- Kelly Harmon (née en 1948), mannequin ; elle joua dans des films de cinéma et de télévision ; mariée à John DeLorean (1925-2005).
- Mark Harmon (né en 1951), acteur.

Elyse Knox meurt en 2012 à l'âge de 94 ans.

## Filmographie
- 1937 : Fantôme radiophonique (Wake Up and Live) de Sidney Lanfield : infirmière (non créditée)
- 1940 : Lillian Russell : sœur de Lillian Russell
- 1940 : Youth Will Be Served (en) d'Otto Brower : Pamela
- 1940 : Yesterday's Heroes : rôle non défini (non créditée)
- 1940 : Girl from Avenue A (en) d'Otto Brower : Angela
- 1940 : Girl in 313 : Judith Wilson
- 1940 : La Rançon de la gloire (Star Dust) de Walter Lang : fille (non créditée)
- 1940 : Free, Blonde and 21 : Marjorie
- 1941 : All-American Co-Ed : étudiante (non créditée)
- 1941 : Tanks a Million de Fred Guiol : Jeannie
- 1941 : Miss Polly de Fred Guiol : Barbara Snodgrass
- 1941 : Sheriff of Tombstone (en) de Joseph Kane : Mary Carson
- 1941 : Footlight Fever : Eileen Drake
- 1942 : Les Mille et Une Nuits (Arabian Nights) : Duenna (non créditée)
- 1942 : Top Sergeant : Helen Gray
- 1942 : Hay Foot : Betty Barkley
- 1942 : La Tombe de la Momie (The Mummy's Tomb) de Harold Young : Isobel Evans
- 1943 : Deux Nigauds dans la neige (Hit the Ice) de Charles Lamont : l'infirmière Peggy Osborne
- 1943 : Hi'ya, Sailor :	Pat Rogers
- 1943 : So's Your Uncle : Patricia Williams
- 1943 : Monsieur Swing (Mister Big) : Alice Taswell
- 1943 : Keep 'Em Slugging :	Suzanne
- 1943 : Don Winslow of the Coast Guard : Mercedes Colby
- 1944 : Hollywood Parade (Follow the Boys) (ou Three Cheers for the Boys) d'A. Edward Sutherland : elle-même
- 1944 : Army Wives : Jerry Van Dyke
- 1944 : A Wave, a WAC and a Marine : Marian
- 1944 : Moonlight and Cactus : Louise Ferguson
- 1946 : La Course au bonheur (Sweetheart of Sigma Chi) : Betty Allen
- 1946 : Joe Palooka, Champ : Anne Howe
- 1946 : Gentleman Joe Palooka de Cy Endfield : Anne Howe
- 1947 : Linda, Be Good : Linda Prentiss
- 1947 : Joe Palooka in the Knockout : Anne Howe
- 1947 : Le Gagnant du Kentucky (Black Gold) : Ruth Frazer
- 1948 : Le Condamné de la cellule cinq (I Wouldn't Be in Your Shoes) de William Nigh : Ann Quinn
- 1948 : Joe Palooka in Winner Take All : Anne Howe
- 1948 : Joe Palooka in Fighting Mad : Anne Howe
- 1949 : Joe Palooka in the Counterpunch : Anne Howe
- 1949 : There's a Girl in My Heart : Claire Adamson
- 1949 : Forgotten Women : Kate Allison

## Source
- (en) Biographie d'Elyse Knox sur le Daily telegraph en date du 14 décembre 2017
- (en) Biographie d'Elyse Knox sur Glamour Girls of the silver screen